# Миловзоров Єгор Володимирович
Єгор Володимирович Миловзоров (рос. Егор Владимирович Миловзоров; 19 листопада 1987, м. Новосибірськ, СРСР) — російський хокеїст, нападник. Виступає за «Нафтохімік» (Нижньокамськ) у Континентальній хокейній лізі. 
Вихованець хокейної школи «Сибір» (Новосибірськ). Виступав за «Сибір-2» (Новосибірськ), «Сибір» (Новосибірськ), «Динамо» (Москва), «Югра» (Ханти-Мансійськ), «Нафтохімік» (Нижньокамськ), «Ак Барс» (Казань) . 